# Дворцовые конюшни

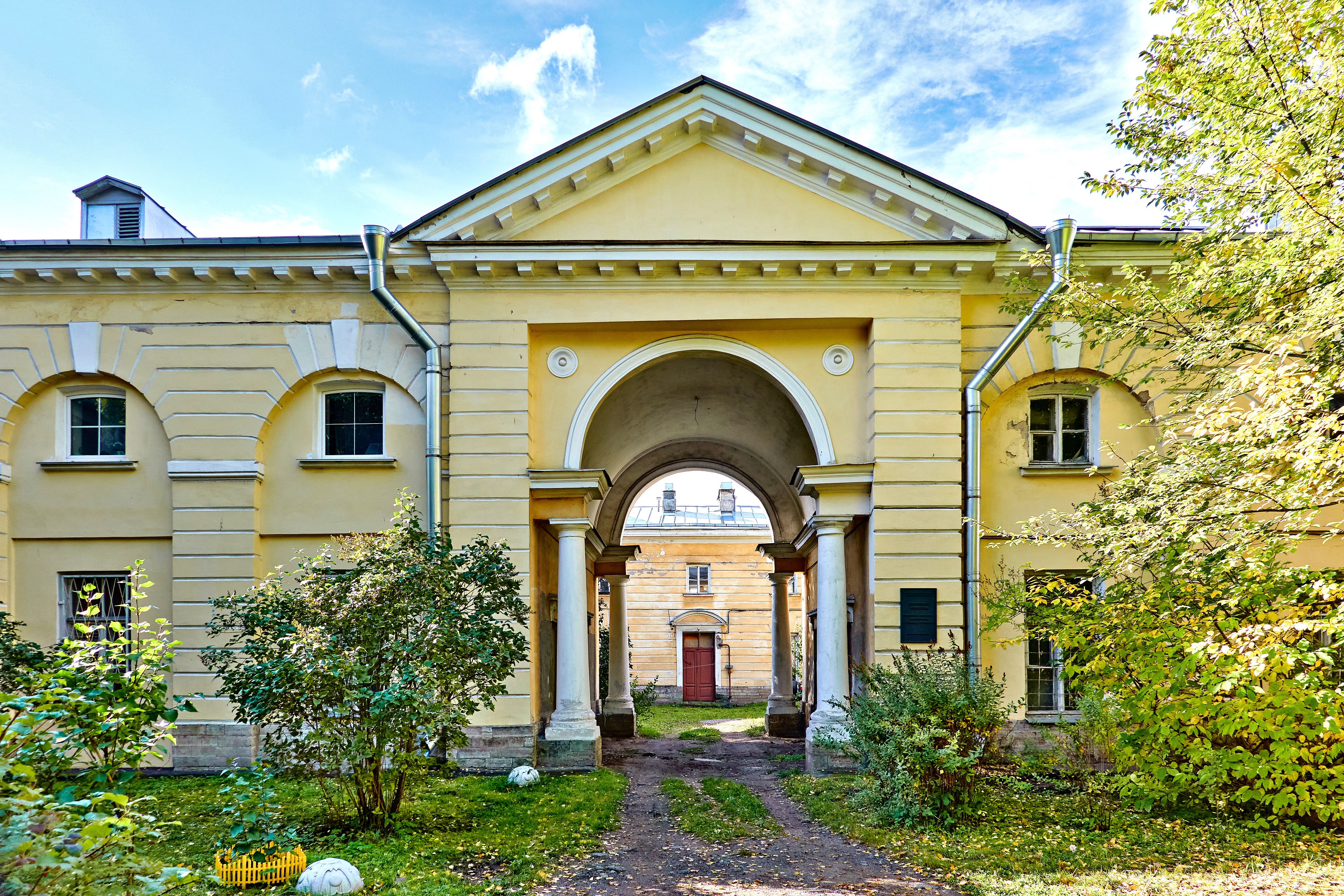
Главный фасад, проездная арка

Дворцовые конюшни — памятник архитектуры. Расположен в Павловске, современный адрес дома — Конюшенная улица, 2, Садовая улица, 11.
Изначально конюшни примыкали к Паульлюсту, но при постройке Павловского дворца старые строения были снесены, и конюшни перенесены на новое место.
Двухэтажное здание построено по проекту Чарлза Камерона. Предполагалось, что здание будет П-образным, с большим парадным двором и двумя малыми в боковых служебных флигелях (для карет и выводки), но проект был признан неудобным, и Камерону пришлось его переработать. Вместо парадного двора был сделан каретный, решённый в виде курдонера, въезд в который фланкируют два боковых корпуса, между которыми помещалась металлическая ограда с воротами. Парадный вид курдонеру придавало оформление проездной арки в конный двор со скруглёнными углами в виде триумфальной арки с треугольным фронтоном.
Строительство шло в 1785—1792 годах под наблюдением Г. Пильникова. Вид арочного проезда к конному двору был изменён Винченцо Бренной, также он добавил на здание горизонтальную рустовку. Конюшенные слуги жили в торцевых частях и в части второго этажа.
В 1829 году здание получило Инженерное ведомство для размещения Образцового кавалерийского полка, что повлекло за собой перестройки. В 1861 году здание было передано городской полиции и пожарной части, И. Я. Потолов вновь перестроил здание и построил над ним между первым и вторым корпусом каланчу, которая была разобрана в 1920-е годы. Во время Великой Отечественной войны южное крыло и арка между дворами были разрушены, в конце 1950-х годов здание было восстановлено и отдано под жилые помещения.